# Lluna nova (pel·lícula de 2009)
Lluna nova (en l'anglès original: The Twilight Saga: New Moon, o més coneguda per New Moon) és una pel·lícula de fantasia romàntica dels Estats Units de 2009 basada en la novel·la de Stephenie Meyer de 2006 Lluna nova. És la segona pel·lícula de la saga Crepuscle i la seqüela de Crepuscle (2008). Després de l'èxit de Crepuscle, Summit Entertainment va donar llum verda la seqüela el novembre de 2008. Està dirigida per Chris Weitz i la protagonitzen Kristen Stewart, Robert Pattinson i Taylor Lautner en els papers de Bella Swan, Edward Cullen i Jacob Black, respectivament. Melissa Rosenberg en va tornar a ser la guionista.
El rodatge va començar a Vancouver a finals de març de 2009 i a Montepulciano (Itàlia) a finals de maig de 2009. Es va estrenar el 20 de novembre de 2009 a la majoria de països. La pel·lícula va ser ben rebuda pels seguidors però va rebre, en general, crítiques negatives.
Ha estat doblada al català.

## Argument
La pel·lícula reprèn els protagonistes de Crepuscle; és a dir, la Bella i l'Edward, l'adolescent i el vampir. Però aquesta vegada, la cronologia dels fets va més enllà i, a més d'incorporar nous personatges, porta al centre de l'acció a altres que en la primera pel·lícula tot just havien aparegut esbossats. La Bella i l'Edward, han aconseguit tirar endavant la seva peculiar relació, però un incident aïllat, que en circumstàncies normals no hagués comportat més conseqüències, desencadena una sèrie d'esdeveniments que amenaça la vida de la protagonista. El distanciament entre tots dos farà que la Bella reprengui l'amistat amb l'enigmàtic Jacob Black, qui, com l'Edward, amaga un secret ancestral.

## Repartiment
- Kristen Stewart com a Bella Swan, una adolescent que cau en una depressió profunda després que el seu amor, Edward Cullen, l'abandoni. La seva amistat amb Jacob Black augmenta i s'adona que pot omplir el forat que ha deixat Edward.
- Robert Pattinson com a Edward Cullen, el xicot vampir de Bella que se'n va de sobte per protegir-la.[9][10]
- Taylor Lautner com a Jacob Black, a cheerful companion who eases Bella's pain over losing Edward. He reveals to Bella that he is part of a pack of werewolves whose main goal is to protect her from the vampires Laurent and Victoria.[11][12]
- Ashley Greene com a Alice Cullen, membre de la família Cullen que pot veure visions «subjectives» del futur i que es fa molt amiga de Bella.
- Rachelle Lefevre com a Victoria Sutherland, vampira sense escrúpuls que vol venjar el seu amant James.[13]
- Billy Burke com a Charlie Swan, pare de Bella i cap de policia.[14]
- Peter Facinelli com a Carlisle Cullen, líder i patriarca de la família Cullen.[15]
- Nikki Reed com a Rosalie Hale, membre de la família Cullen.[16]
- Kellan Lutz com a Emmett Cullen, membre de la família Cullen.
- Jackson Rathbone com a Jasper Hale, membre de la família Cullen que vol xuclar la sang de la Bella després de fer-se un tall amb un paper. Pot manipular les emocions.
- Anna Kendrick com a Jessica Stanley, amiga de Bella.[17][18]
- Michael Sheen com a Aro, líder de l'aquerrale de vampirs italians Volturi.
- Dakota Fanning com a Jane, guàrdia dels Volturi que té l'habilitat de torturar persones amb la il·lusió del dolor.[19][20]
- Elizabeth Reaser com a Esme Cullen, dona de Carlisle i matriarca de la família Cullen.[21][22]
- Edi Gathegi com a Laurent Da Revin, vampir que vol matar Bella.[23][24]
- Noot Seear com a Heidi, qui dirigeix els turistes a la cambra dels Volturi i els demana que estiguin junts mentre Demetri dirigeix Bella, Alice i Edward en la direcció oposada. Té l'habilitat de fer-se atractiva als altres, independentment de l'espècie o el gènere.
- Michael Welch com a Mike Newton, amic de Bella que n'està enamorat. L'acompanya en una cita amb Jacob.[25]
- Chaske Spencer com a Sam Uley, alfa dels llops.
- Tyson Houseman com a Quil Ateara
- Kiowa Gordon com a Embry Call
- Alex Meraz com a Paul Lahote
- Bronson Pelletier com a Jared Cameron
- Graham Greene com a Harry Clearwater, ancià Quileute i amic de Charlie.
- Gil Birmingham com a Billy Black, ancià Quileute i pare de Jacob, discapacitat físic.
- Christian Serratos com a Angela Weber, amiga tímida però afectuosa de Bella.
- Justin Chon com a Eric Yorkie, amic de Bella i xicot d'Angela.
- Tinsel Korey com a Emily Young, promesa de Sam.
- Jamie Campbell Bower com a Caius, ancià Volturi molt estricte amb les lleis vampíriques.
- Christopher Heyerdahl com a Marcus, ancià Volturi que té el do de veure les connexions socials de la gent.
- Justine Wachsberger com a Gianna, secretària humana dels Volturi.
- Cameron Bright com a Alec, germà de Jane que té l'habilitat de desactivar sentits.
- Charlie Bewley com a Demetri, guàrdia dels Volturi, seguidor expert.
- Daniel Cudmore com a Felix, guàrdia dels Volturi que té molta força.